# فرنسيسكو بينا
فرنسيسكو بينا (بالإسبانية: Francisco Piña)‏ هو مدرب كرة قدم ولاعب كرة قدم تشيلي في مركز الوسط، ولد في 16 يناير 1988 في تشيلي. لعب مع Deportes Temuco ‏.

## وصلات خارجية
- فرنسيسكو بينا على موقع قاعدة بيانات كرة القدم.إي يو (الإنجليزية)
- فرنسيسكو بينا على موقع Soccerway.com (الإنجليزية)